# Рогожкин (хутор)
Рогожкин — хутор в Боковском районе Ростовской области.
Входит в состав Каргинского сельского поселения.

## География

### Улицы
- ул. Окраина,
- ул. Степная,
- ул. Центральная.

## История
История хутора берёт свои истоки в восемнадцатом веке, когда казаки стали переселяться с левого берега Дона на более плодородные земли правого.

## Население
| 1989 | 2002 | 2010 |
| ---- | ---- | ---- |
| 174  | ↘133 | ↘125 |

## Достопримечательности
Территория Ростовской области была заселена еще в эпоху неолита. Люди, живущие на древних стоянках и поселениях у рек, занимались в основном собирательством и рыболовством. Степь для скотоводов всех времён была бескрайним пастбищем для домашнего рогатого скота. От тех времен осталось множество курганов с захоронениями жителей этих мест. Курганы и курганные группы находятся на государственной охране.
Поблизости от территории хутора Рогожкин Боковского района расположено несколько достопримечательностей – памятников археологии. Они охраняются в соответствии с Федеральным законом от 25.06.2002 N 73-ФЗ "Об объектах культурного наследия (памятниках истории и культуры) народов Российской Федерации", Областным законом от 22.10.2004 N 178-ЗС "Об объектах культурного наследия (памятниках истории и культуры) в Ростовской области", Постановлением Главы администрации РО от 21.02.97 N 51 о принятии на государственную охрану памятников истории и культуры Ростовской области и мерах по их охране и др.
Находится на расстоянии около
- Курганная группа "Вороний" (2 кургана). Расположена на расстоянии около 1,3 км к северу от хутора Рогожкин.
- Курганная группа "Рогожкин" (2 кургана). Расположена на расстоянии около 4,0 км к востоку от хутора Рогожкин.
- Курганная группа "Сухой" (5 курганов). Расположена на расстоянии около 6,0 км к северо-востоку от хутора Рогожкин.
- Курганная группа "Чукаринский" (5 курганов). Расположена на расстоянии около 1,9 км к северо-востоку от хутора Рогожкин.[4].